# Château d'Autelbas
L'ancien château d’Autelbas est ce qui reste d’un château fort de plaine situé dans le village d’Autelbas-Barnich (ville d’Arlon) en province de Luxembourg, en Belgique. Construit en 1432, il fut le siège d’une seigneurie faisant partie du duché de Luxembourg et est d’abord occupé, pendant près de deux siècles, par les seigneurs d’Autel, une famille originaire des environs.

## Situation
Le château se trouve dans la partie sud-ouest du village actuel d’Autelbas-Barnich, à quelques dizaines de mètres au nord du ruisseau d'Autelbas, un affluent de l’Eisch.

## Histoire
Les ruines actuelles du château sont les vestiges du bâtiment construit en 1432 sur les ruines de l’ancien château fortifié du XIIIe siècle et détruit en 1412 par les Bourguignons. En effet, Huart II, seigneur d’Autel, sénéchal, diplomate des rois de Bohême, seigneur engagiste et gouverneur civil et militaire du duché de Luxembourg, voyait d’un mauvais œil, tout comme le reste de la noblesse luxembourgeoise, l’annexion du duché par Antoine de Bourgogne en 1409 à la suite du mariage de celui-ci. L’ancien château d’Autel, étant bien trop modeste pour résister, est donc pris et détruit en 1412.
Le nouveau château est occupé par la branche des Dautel d’Autelbas jusqu’à son extinction à la fin du XVIe siècle. La seigneurie passe alors dans les mains de plusieurs familles nobles. En 1371, la seigneurie s’étend grosso modo sur la vallée du ruisseau d'Autelbas (depuis Autelbas jusqu’à son embouchure à l’est) et une petite partie de la vallée du haut-Eisch (depuis Grass et Kahler au sud jusqu’au nord de Steinfort au nord).
En 1802, le baron de Hinderer doit mettre le château et ses terres en vente publique pour cause de faillite. L’avocat Tinant rachète tout et exploite la ferme du château. Tinant n’ayant pas de descendance, des fermiers locataires occupent le château à partir du milieu du XIXe siècle.
Durant la Première Guerre mondiale, le domaine seigneurial est vendu par lots aux villageois. Le château lui-même n’est plus habité depuis 1966 et change de propriétaire plusieurs fois depuis lors.
Il est classé le 4 novembre 1976 comme monument, puis gravement endommagé par un incendie en août 1983. Toutes les parties en bois qui existaient encore avant 1983, dont la toiture et les planchers, ont dès lors disparu. Les visites à l’intérieur du château sont interdites, étant donné l'instabilité de ses murs.
Des fouilles archéologiques sont organisées par la Région wallonne en 1992.Depuis 1998 des travaux sont en cours afin de stabiliser son état général et restaurer certaines parties.
La courtine actuelle formait l’aile orientale d’un parallélépipède, celle-ci étant plus courte que l’aile occidentale. Le château subit de très nombreuses modifications, améliorations, réparations et reconstructions partielles à travers les siècles, tant pour la forteresse elle-même que pour les annexes telles que la ferme, les jardins, le four…

## Galerie

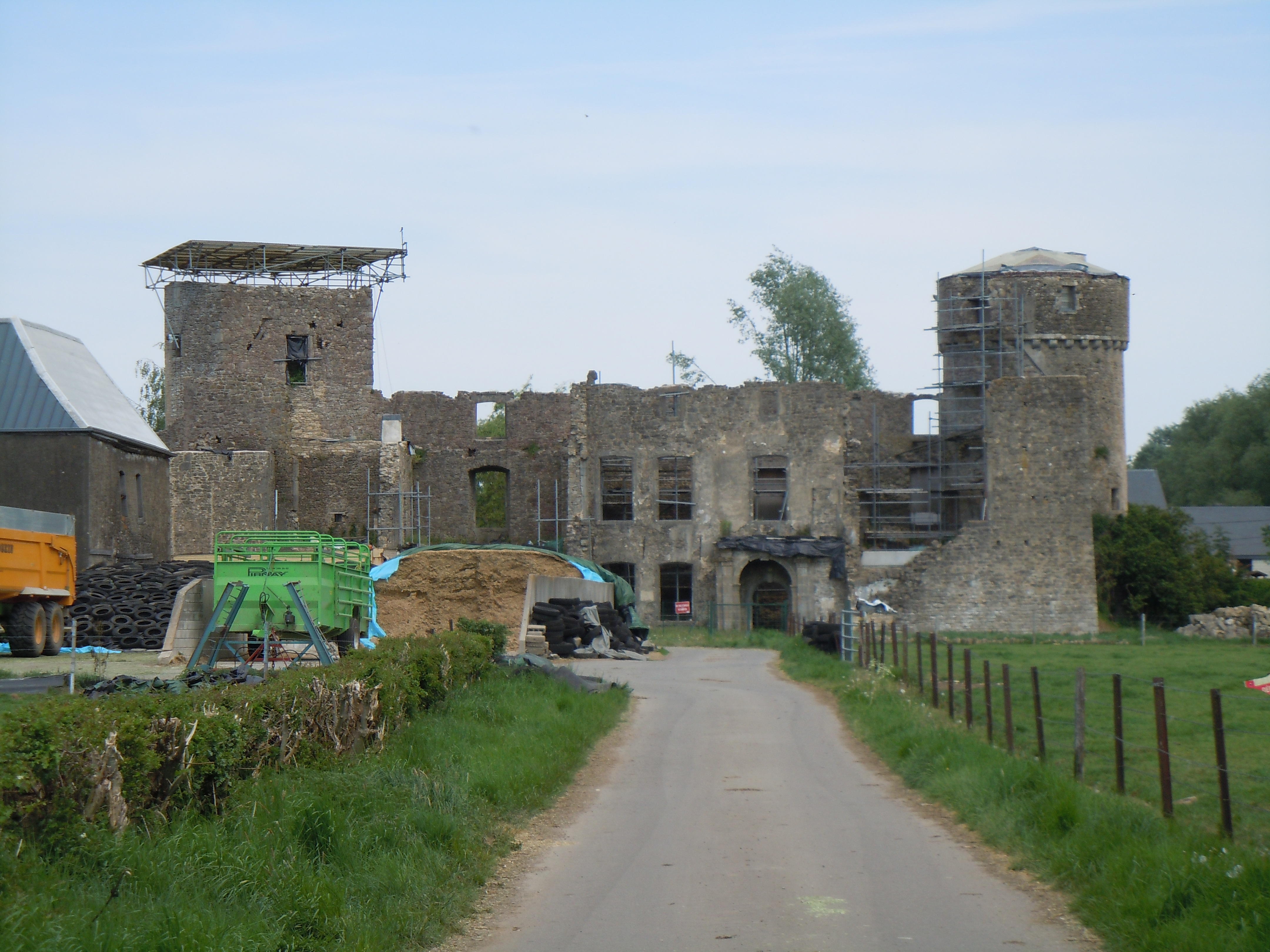
Vue de l’ouest
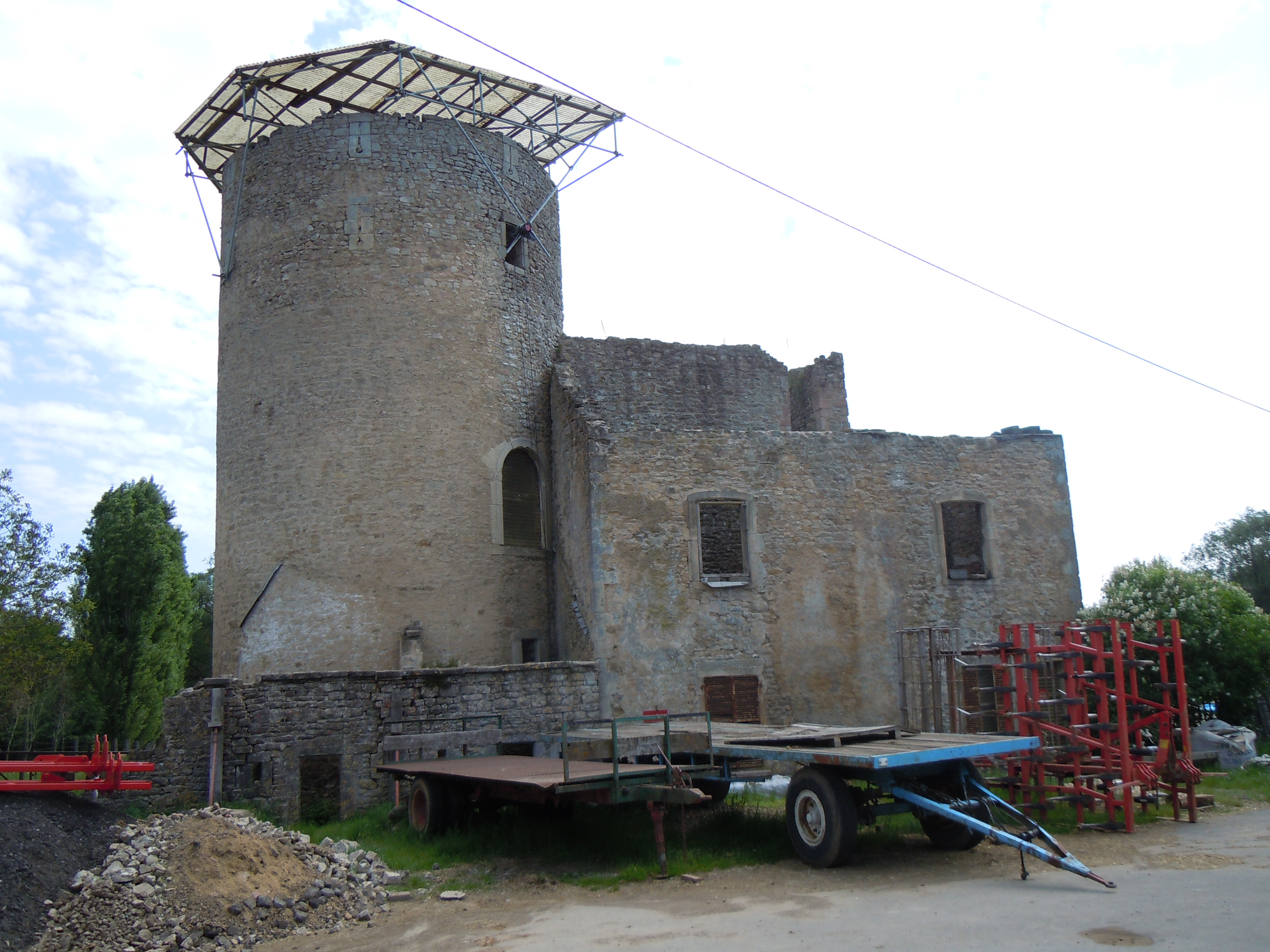
Vue du nord depuis la cour
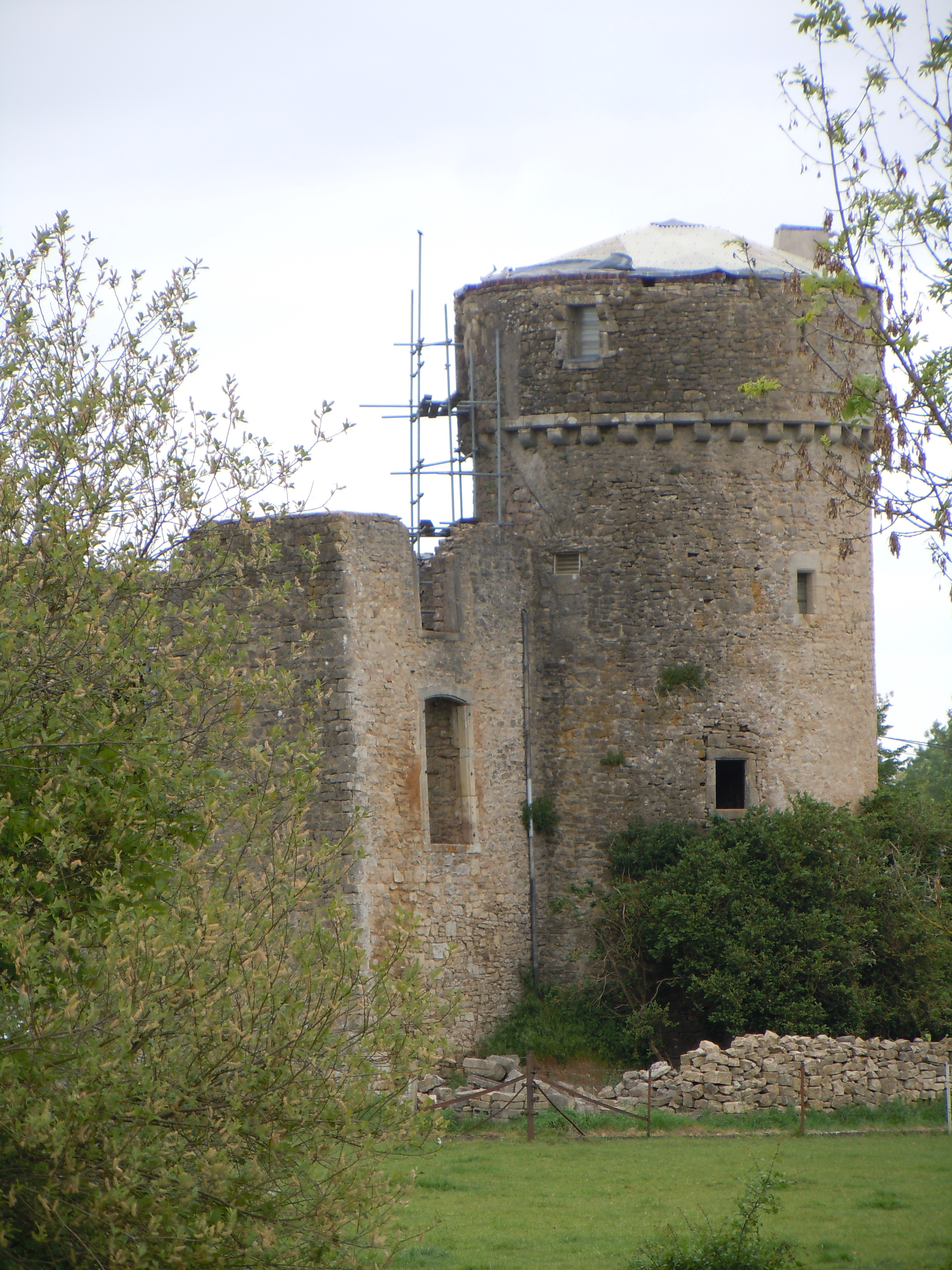
La tour de Gobel vue du sud
Les armoiries des Dautel d’Autelbas